# Влезки
Влезки (укр. Влізьки) — село,
Московско-Бобрикский сельский совет,
Лебединский район,
Сумская область,
Украина.
Код КОАТУУ — 5922986903. Население по переписи 2001 года составляло 85 человек.

## Географическое положение
Село Влезки находится между реками Псёл и Ташань (6-10 км).
На расстоянии в 1,5 км расположены сёла Крутое и Берёзов Яр.
По селу протекает пересыхающий ручей с запрудой.